# James A. Bayard Jr.

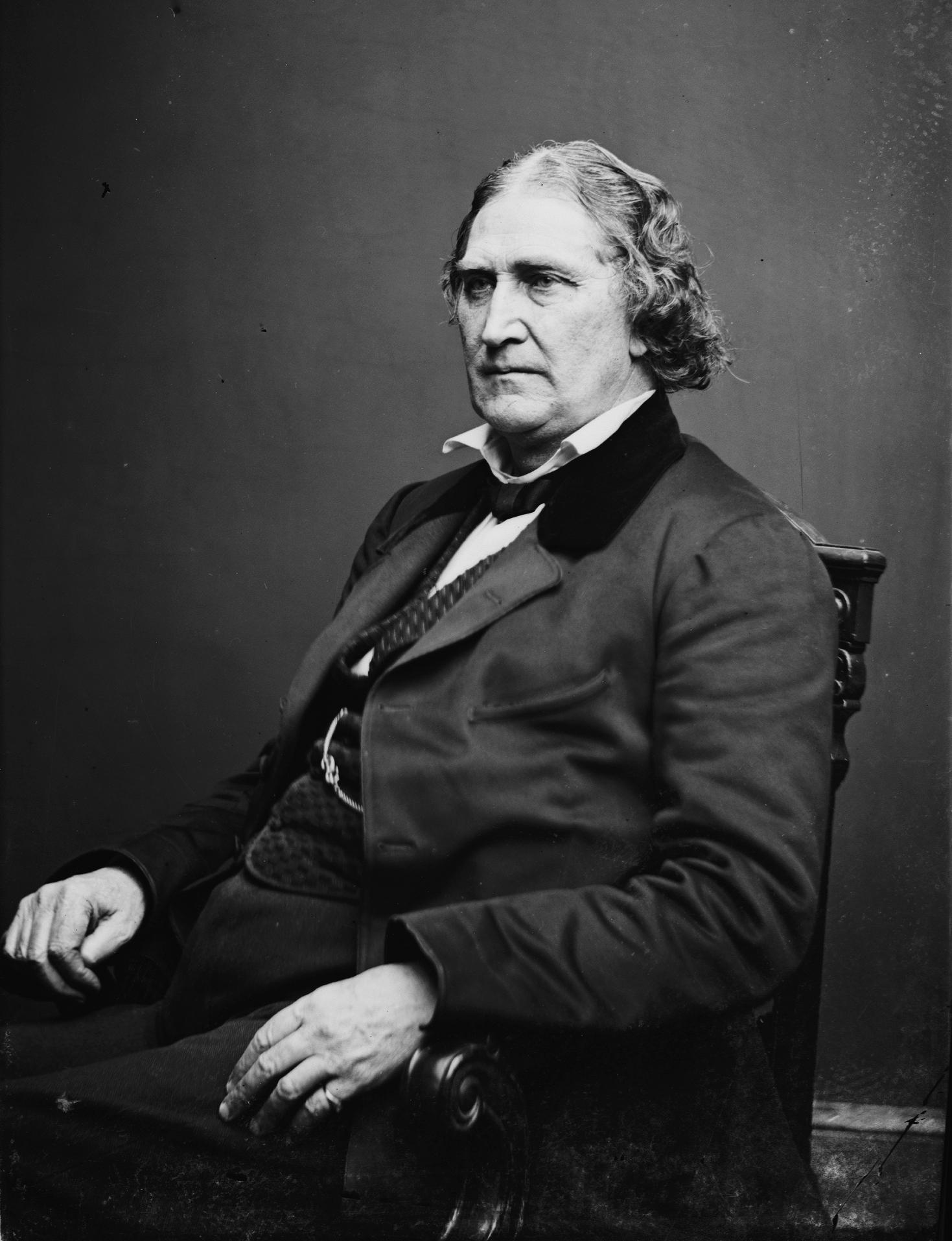
James A. Bayard, Jr.

James Asheton Bayard, Jr., född 15 november 1799 i Wilmington, Delaware, död 13 juni 1880 i Wilmington, Delaware, var en amerikansk demokratisk politiker. Han representerade delstaten Delaware i USA:s senat 1851-1864 och 1867-1869.
Fadern James A. Bayard var senator för Delaware 1804-1813 och äldre brodern Richard H. Bayard var i sin tur senator 1836-1839 samt 1841-1845. Medan fadern var federalist och brodern whig, valde James A. Bayard, Jr. att gå med i demokraterna. Morfadern och federalisten Richard Bassett hade varit en av Delawares två första ledamöter av USA:s senat.
Bayard studerade juridik och inledde sin karriär som advokat i Wilmington. Han efterträdde 1851 John Wales som senator. Han omvaldes 1857 och 1863. Bayard avgick 1864 och efterträddes av George R. Riddle. Senator Riddle avled 1867 i ämbetet och Bayard fick tjänstgöra till slut den mandatperiod som han själv ursprungligen hade valts till. Bayard efterträddes 1869 i senaten av sonen Thomas F. Bayard. Även sonsonen Thomas F. Bayard Jr. var senator för Delaware.
James A. Bayard, Jr. avled 1880 och gravsattes på Old Swede's Church kyrkogård i Wilmington.